# りゅう座矮小銀河
りゅう座矮小銀河(Draco Dwarf)は、1954年にローウェル天文台のアルバート・ウィルソンが、ナショナルジオグラフィック協会が行ったPalomar Observatory Sky Survey (POSS)により撮影された写真を用いて発見した矮小楕円体銀河である。局所銀河群の1つで、銀河系の伴銀河である。りゅう座の方角に銀河面の34.6°上方にある。

## 特徴
ポール・ホッジは、1964年時点の恒星の分布を分析し、楕円率を0.29 ± 0.04と算出した。近年の研究により、この銀河は大量のダークマターを含んでいることが示唆されている。絶対等級は-8.6、合計の光度は2×105L☉であり、銀河系の伴銀河の中では最も暗いものの1つである。
りゅう座矮小銀河には多数の赤色巨星、5つの炭素星が確認されており、また4つの漸近巨星分枝が検出されている。
りゅう座矮小銀河は、地球から約8万 ± 1万パーセクの距離に 830 ± 100 × 570 ± 70パーセクの範囲で広がっていると推定されている。

## こと座RR型変光星
1961年、ウォルター・バーデとヘンリエッタ・スウォープはりゅう座矮小銀河の中に260個以上の変光星を発見した。そのうち138個はクラスターの中央部にあり、5つを除いて全てがこと座RR型変光星であった。

## 金属量
りゅう座矮小銀河は、主に古い種属の恒星から構成されており、星間物質の量は非常に少ない。75%から90%の恒星が100億年以上前に形成され、その後20-30億年前に小規模な星形成が起こったと考えられている。金属量は、平均[Fe/H] = -1.74の単純なガウス分布で、標準偏差は0.24である。りゅう座矮小銀河の中心部には金属量の豊富な恒星が集まっており、青色よりも赤色の恒星の割合が多い。

## ダークマター
近年、矮小楕円体銀河はダークマター研究の主要なツールとなっている。りゅう座矮小銀河はそのような注目を集める天体の1つである。りゅう座矮小銀河の視線速度のコンピュータ解析により、内部の速度の大きなばらつきから計算される質量/光度比は440となり、大質量のダークマターを含んでいる可能性が示唆された。内部の速度のばらつきの大きさは、銀河系からの潮汐力を受けていると仮定すると説明できるが、りゅう座矮小銀河の水平分枝は狭く、このモデルと合致しない。そのため、ダークマターを仮定して説明するより他なく、りゅう座矮小銀河は2007年時点で知られている中で、最も多くのダークマターを含む天体とされている。りゅう座矮小銀河内でのダークマターの分布は、少なくともほぼ等温過程である。